# Phytoseius corylus
Phytoseius corylus är en spindeldjursart som beskrevs av Wu, Lan och Zhang 1992. Phytoseius corylus ingår i släktet Phytoseius och familjen Phytoseiidae. Inga underarter finns listade i Catalogue of Life.